# 梅尔尼基河
梅尔尼基河（俄语：Река Мельники），前称头道沟河（俄语：Река Тудагоу），是滨海边疆区的河流，源起锡霍特山脉普尔热瓦尔斯基山南坡，长38公里，流域面积292平方公里，注入帕爾季贊斯卡亞河。1972年更为现名。

## 引用
1. ↑  А·П·穆拉诺夫. . 列宁格勒: 气象出版社. 1966 （俄语）.
2. ↑  . 列宁格勒: 气象出版社 （俄语）.
3. ↑  Т·А·基谢尔科瓦娅. . 列宁格勒: 气象出版社. 1977 （俄语）.
4. ↑  . 国家水登记处.   [2024-01-02]. （原始内容存档于2024-01-02） （俄语）.
5. ↑   (PDF). www.vladcity.com. （原始内容 (PDF)存档于2011-07-17）.